# 双福街道
双福街道，是中华人民共和国重庆市江津区下辖的一个乡镇级行政单位。

## 行政区划
双福街道下辖以下地区：
阳坪社区、津福社区、黑林社区、双溪社区、怡云村、三界村、高浒村和破石村。